# Andy Haworth
Andy Haworth (28 de novembro de 1988) é um futebolista inglês. Atua como meia direita. Atualmente joga no Blackburn Rovers.